# Porcellanola chakri
Porcellanola chakri is een vlinder uit de familie visstaartjes (Nolidae). De wetenschappelijke naam van de soort is voor het eerst geldig gepubliceerd in 2006 door Gyula M. László, Gábor Ronkay & Thomas Joseph Witt.

## Type
- holotype: "male. 12.XI.2002. leg. B. Herczig and G. Ronkay. genitalia slide no. LGN 887"
- instituut: HNHM in het Hongaarse Boedapest
- typelocatie: de Thaise provincie Chiang Mai op 1600 m hoogte tussen Fang en Nor Lae.